# 韦科尔

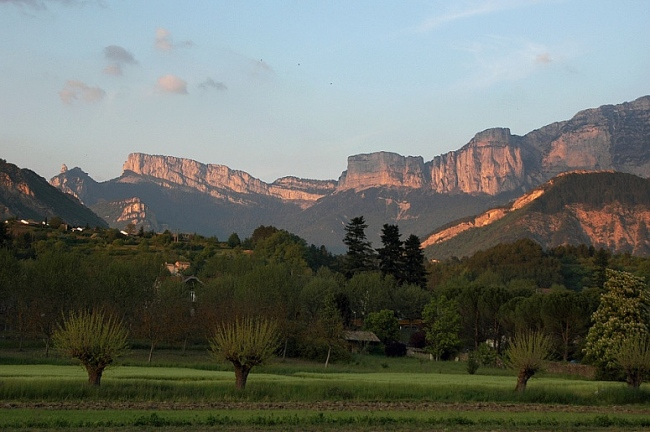
韦科尔景色

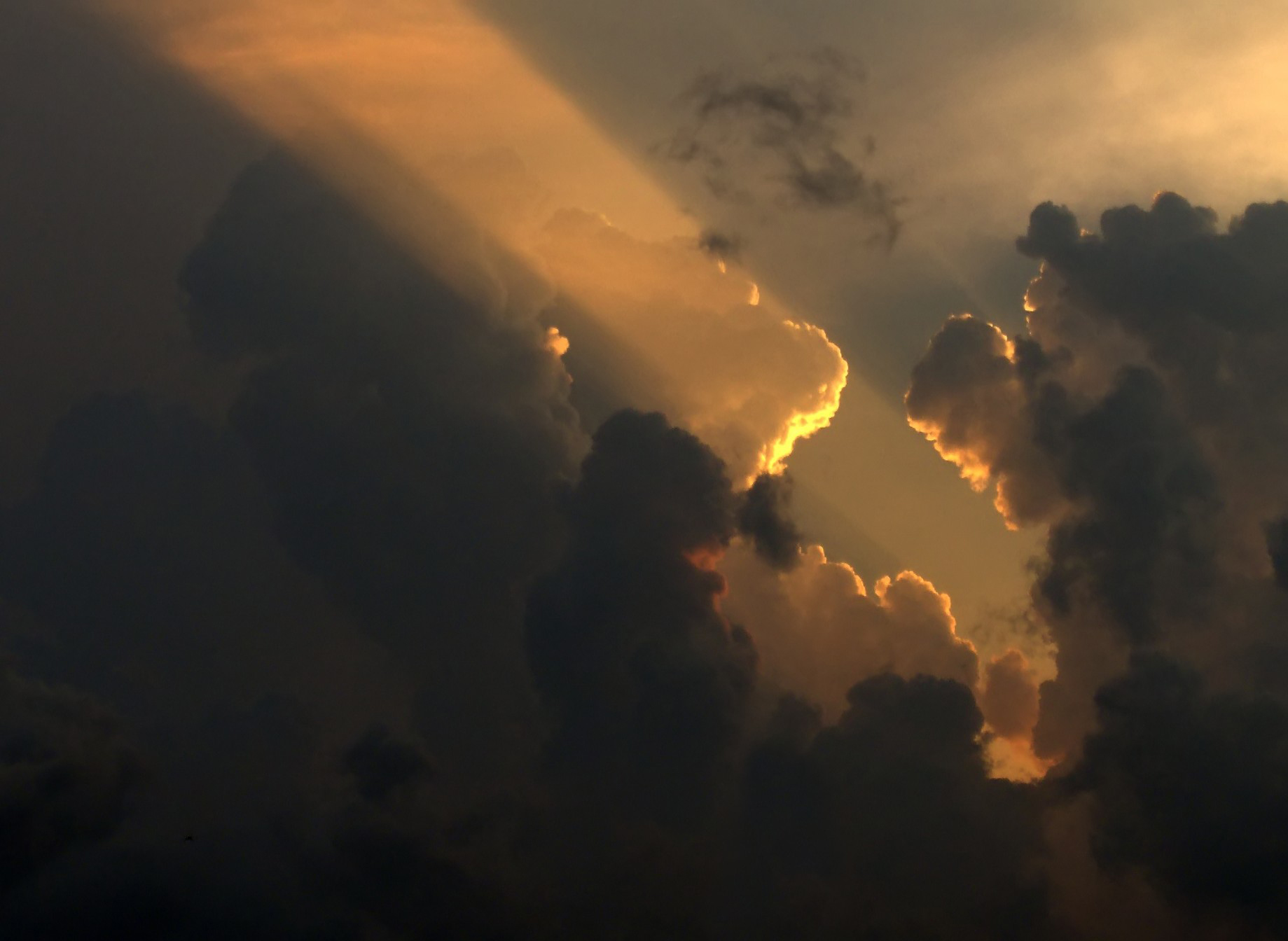
韦科尔的日落，拍摄于格勒诺布尔

韦科尔（法語：Vercors，法語發音：[vɛʁkɔʁ]），又称韦科尔山（法語：massif du Vercors），是法国的的一个山脉，位于伊泽尔省和德龙省。它坐落于多菲内山以西，伊泽尔河和德拉克河从上面流淌过。其东面的悬崖对着格勒诺布尔。
韦科尔拥有多处越野滑雪和高山滑雪胜地。维拉尔德朗是其中最大的高山滑雪场。
该地区在二战期间的行为值得注意，当时韦科尔游击队领导法国抵抗运动反对德国侵略，于1944年6月和7月成立韦科尔自由共和国（République libre du Vercors）。